# Хуньяди, Янош

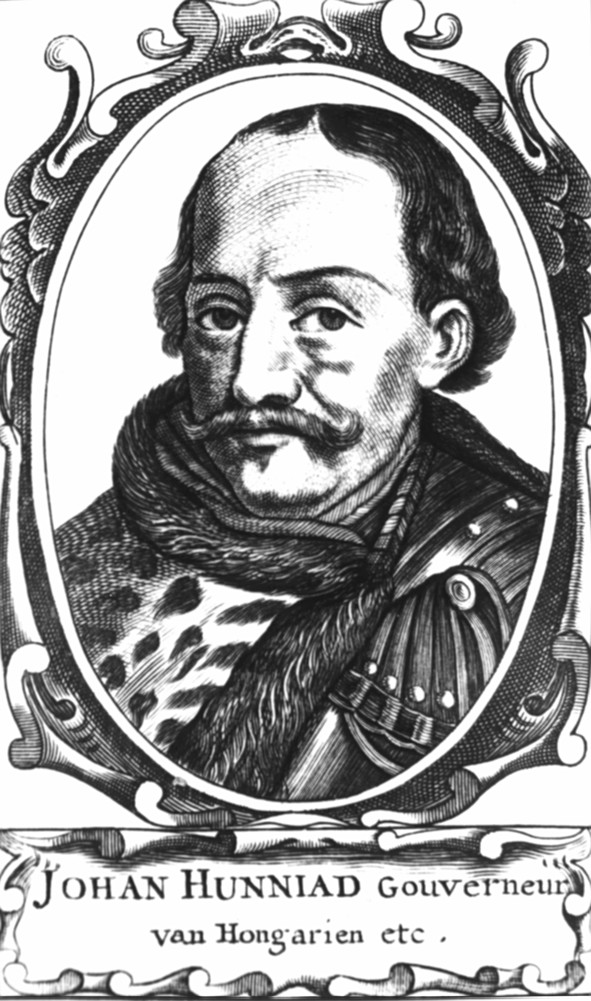
Янош Хуньяди
Ioan de Hunedoara

Я́нош Ху́ньяди (лат. Ioannes Corvinus, венг. Hunyadi János, рум. Ioan de Hunedoara, серб. Сибињанин Јанко / Sibinjanin Janko; 1407, Хунедоара, Королевство Венгрия — 11 августа 1456, Земун, Королевство Венгрия) — венгерский военный и политический деятель, воевода Трансильвании, генерал и регент Венгерского королевства (1446—1453). Его сын Матьяш Корвин был коронован венгерским королём.

## Биография
Янош родился на территории современной румынской области Олтения, в дворянской семье предположительно кунского (куманского), валашского или сербского происхождения. Данный вопрос представляется весьма спорным, ибо дед Яноша носил имя «Серб», но был уроженцем Валахии. Родители Яноша — Ласло-Вайк, или Ласло-Войк (сын Серба), и Эржебет Моржинаи (Morzsinai Erzsébet). В 1409 году Ласло-Вайку был пожалован замок Хуньяди (ныне — Хунедоара в Румынии), по которому отныне супруги и их сын получили соответствующую фамилию.
Янош Хуньяди поступил на службу к императору Священной Римской империи и королю Венгрии Сигизмунду. В 1437 году отличился в войне с чешскими гуситами, от которых позаимствовал практику использования боевых возов с установленными на них орудиями. За военные заслуги император даровал ему владения в пограничной с Турцией провинции.
После смерти Сигизмунда и его наследника Альбрехта Габсбурга Янош Хуньяди оказал поддержку польскому королю Владиславу III Ягеллону против малолетнего сына Альбрехта Ладислава Постума, помог ему занять венгерский трон и сделаться Владиславом (Уласло) I (по венгерскому счёту). В благодарность Владислав сделал Яноша неофициальным правителем Венгрии. В 1441—1442 годах Янош Хуньяди нанёс крупные поражения туркам на землях Венгрии и Болгарии.

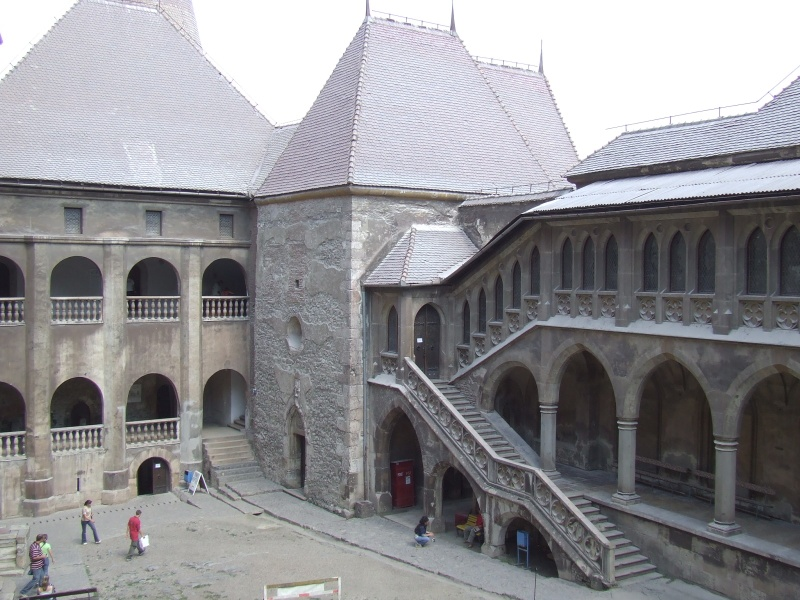
Замок Хуньяди в Трансильвании

Когда весной 1443 года Хуньяди освободил от турок город Ниш, он приобрёл ценного союзника в лице албанского князя Скандербега. Уже готовившийся к боевым действиям Скандербег незамедлительно отрёкся от ислама, вновь принял христианство и поднял антиосманское восстание в Албании…
В 1444 году турки запросили мира возле Сегеда. Хуньяди согласился, но узнав, что венецианские корабли овладели проливами Босфор и Дарданеллы и тем самым перекрыли отступление для султана, решил начать новое наступление на турок. Когда возле Варны обнаружилось, что турецкая армия превышает венгерскую в четыре раза, а венецианцы так и не могут помочь, — Хуньяди и королю ничего не оставалось делать, как принять неравный бой, в котором пал король Владислав. Хуньяди с остатками армии бежал назад в Венгрию.
В 1445 году на сейме представителей высшей венгерской аристократии Хуньяди был избран князем Трансильвании. В конце лета 1445 года крестоносцы организуют новое нападение на османов. Бургундский флот вошёл в Дунайские Гирла и с валашской помощью взял Тутракан, Джюрджево и Русе, после чего соединился с войсками Яноша Хуньяди под Никополем. Однако, подошедшие к городу османские подкрепления вынудили союзников отступить.
В 1446 году Хуньяди был избран надором (регентом) Венгрии, от имени малолетнего короля Ладислава Постума фон Габсбурга. В 1448 году, получив золотую цепочку от папы, Янош Хуньяди возвращается на поле битвы, свергает с валашского престола Влада III Дракулу (также известного как Цепеш), а вскоре проигрывает в сражении на Косовом поле из-за измены сербского князя Георгия Бранковича.
Венгерский сейм 1449 года постановил разгромить гуситскую армию Яна Искры, хозяйничавшую в комитатах Сепеш (Szepes) и Шарош (Sáros) на севере страны и притеснявшую католическое духовенство. Хуньяди выступил против Искры, боевые действия велись с переменным успехом — и в марте 1450 года завершились перемирием в Мезёкёвешде . Искра сохранил за собой Кашшу (ныне Кошице), Лёче (ныне Левоча), Эперьеш (ныне Прешов), Бартфу, Кёрмёцбанью (Körmöcbánya), Селмецбанью и Жойом, но был вынужден вывести из Венгрии наиболее одиозные чешские банды. Вскоре же после перемирия гуситы захватили в свои руки и хорошо укрепили монастырь Лошонц (Losonc, Lucenec), а затем занялись планомерным грабежом окрестностей…
В 1450 году Хуньяди прибыл в Пожонь и начал вести переговоры с императором Фридрихом III об освобождении короля Ласло, которого тот содержал у себя пленником, — однако, переговоры оказались безрезультатными. В 1451 году Янош Хуньяди деблокировал Турнянский замок, с 1448 года осаждаемый армией Яна Искры, и принудил Искру присягнуть на верность короне.

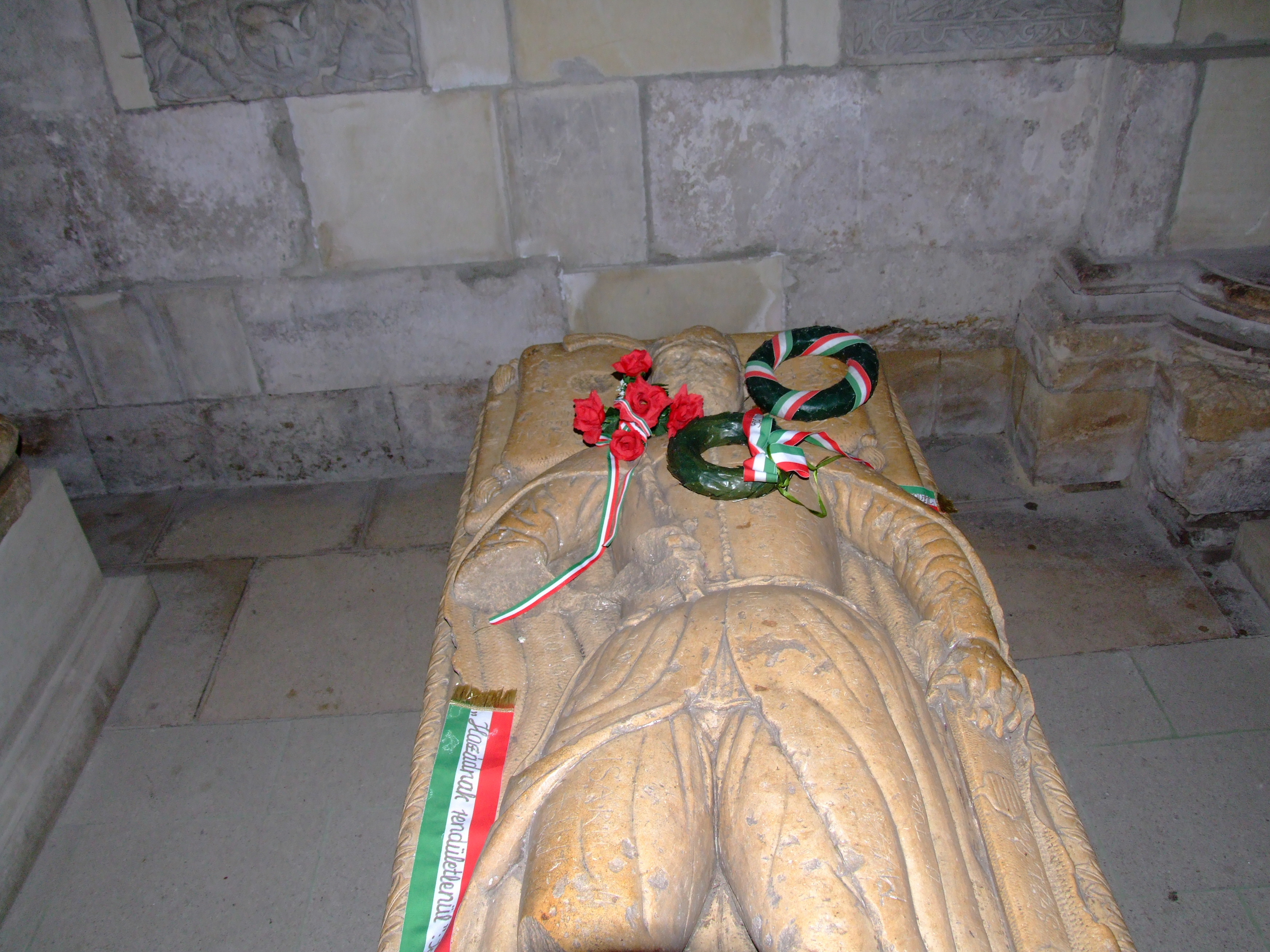
Надгробие Яноша Хуньяди

В 1452 году Хуньяди сложил с себя должность надора, — но был произведён королём Ласло в генерал-капитаны и наследные графы Бистрицкие. В 1453 году пал Константинополь и стало ясно, что следующую кампанию турки проведут против Венгрии. Хуньяди тогда собрал армию чтобы остановить турок. В 1454 году он вынудил султана Мехмеда II снять осаду дунайской крепости Смедерево, а в 1456 году под Белградом временно остановил продвижение врага, разгромив турецкий флот. Папа Каликст III, получив известие об этой победе, приказал звонить во все колокола, однако вскоре Хуньяди умер в Земуне (или в Илоке) в результате вспыхнувшей эпидемии чумы. Влад III Цепеш торжественно «отпраздновал» смерть своего врага, пригласив епископов и бояр (с жёнами и слугами) на пир в городе Тырговиште, а затем пересажав гостей на колья.
Могила Яноша Хуньяди находится в католическом кафедральном соборе Святого Михаила в Алба-Юлии, рядом с усыпальницей его старшего брата, сложившего голову в битве за Венгрию в 1440 году.

## Образ Яноша Хуньяди в кино
- «Князь Дракула» / «Dark Prince: The True Story of Dracula» (США; 2000) режиссёр Джо Чаппелль, в роли венгерского регента Яноша — Роджер Долтри.
- «Восстание воронов» (Венгрия, 2024). В роли Яноша Кадар Геллерт.

## Образ Яноша Хуньяди в художественной литературе
- Йожеф Дарваш. Победитель турок: Роман / Пер. с венгерского Е. Тумаркиной. — М.: Художественная литература, 1971. — 303 с. — (Библиотека исторического романа).